# NGC 36
NGC 36は、うお座の方角にある渦巻銀河である。1785年10月25日にウィリアム・ハーシェルによって発見された。

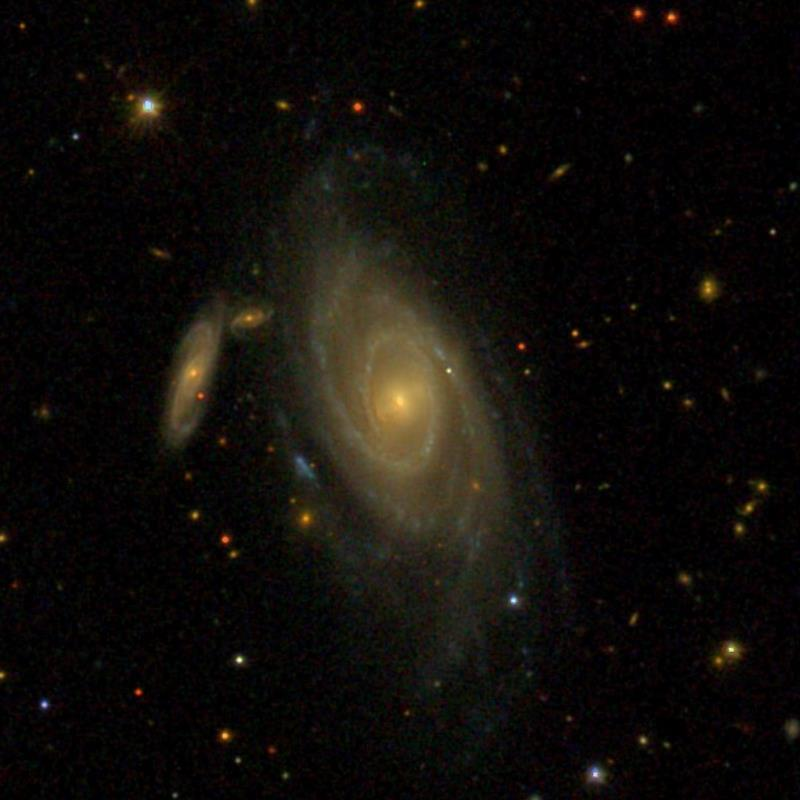
SDSSが撮影したNGC 36。